# Margaret Yorke
Margaret Beda Nicholson (apellido de nacimiento, Larminie; Compton (Guildford), 30 de enero de 1924 – Long Crendon, 17 de noviembre de 2012), conocida profesionalmente como Margaret Yorke, fue una escritora de ficción británica.

## Biografía
Margaret Larminie pasó su infancia en Dublín pero se trasladó a Inglaterra en 1937. Durante la Segunda Guerra Mundial trabajó como bibliotecaria en un hospital hasta que, con 178 años, se unió al Women's Royal Naval Service como conductora.
Se cambió de apellido por el seudónimo de Yorke para evitar la confusión de los lectores con un miembro de la familia publicado con nombre similar. Publicó su primera novela Summer Flight en 1957, y en Dead in the Morning inventó al detective de Oxford Don, Patrick Grant, que compartía su amor por Shakespeare. Sus úñtimas novelas fueron A Case to Answer (2000) y Cause for Concern (2001). Sus cinco libros basados en la figura de Patrick Grant fueron republicados como libros electrónicos en 2018. She was chairman of the Crime Writers Association in 1979–80.
Vivió en Long Crendon en Buckinghamshire hasta su muerte. at the age of 88 on 17 de noviembre de 2012. She was survived by a son and a daughter.

## Novelas de Patrick Grant
- Dead in the Morning (1970)
- Silent Witness (1972)
- Grave Matters (1973)
- Mortal Remains (1974)
- Cast for Death (1976)

## Otras novelas
- Summer Flight (1957)
- Pray, Love, Remember (1958)
- Christopher (1959)
- The China Doll (1961)
- Once a Stranger (1962)
- The Birthday (1963)
- Full Circle (1965)
- No Fury (1967)
- The Apricot Bed (1968)
- The Limbo Ladies (1969)
- No Medals for the Major (1974)
- The Small Hours of the Morning (1975)
- The Cost of Silence (1977)
- The Point of Murder (American title The Come-On) (1978)
- Death on Account (1979)
- The Scent of Fear (1980)
- The Hand of Death (1981)
- Devil's Work (1982)
- Find Me a Villain (1983)
- The Smooth Face of Evil (1984)
- Intimate Kill (1985)
- Safely to the Grave (1986)
- Evidence to Destroy (1987)
- Speak for the Dead (1988)
- Deceiving Mirror (1988)
- Crime in Question (1989)
- Admit to Murder (1990)
- A Small Deceit (1991)
- Criminal Damage (1992)
- Dangerous to Know (1993)
- Almost the Truth (1994)
- Serious Intent (1995)
- A Question of Belief (1996)
- Act of Violence (1997)
- False Pretenses (1998)
- The Price of Guilt (1999)
- A Case to Answer (2000)
- Cause for Concern (2001)